# Magdalena Biedrzycka
Magdalena Biedrzycka (ur. 2 marca 1951 w Warszawie) – polska kostiumograf, artysta plastyk.
W 1976 ukończyła studia na Wydziale Grafiki Państwowej Wyższej Szkoły Sztuk Plastycznych w Łodzi. Laureatka Europejskiej Nagrody Filmowej, trzykrotna laureatka Nagrody za kostiumy na Festiwalu Polskich Filmów Fabularnych w Gdyni, trzykrotna laureatka Polskiej Nagrody Filmowej, Orzeł w kategorii najlepsze kostiumy (ponadto była siedmiokrotnie nominowana do tej nagrody). Członkini Polskiej Akademii Filmowej. Jest siostrą innej znanej kostiumograf – Anny Biedrzyckiej-Sheppard.

## Filmografia
Kostiumy:
- 1979: Golem
- 1980: Constans
- 1981: Był jazz
- 1984: Rok spokojnego słońca
- 1986: Cudowne dziecko
- 1993: Pożegnanie z Marią
- 1994: Wrony
- 1996: Gry uliczne
- 1997: Sztos
- 1997: Bandyta
- 1998: Nic
- 2000: Weiser
- 2002: Zemsta
- 2003: Ubu Król
- 2005: Oda do radości
- 2005: Kochankowie z Marony
- 2006: Wszyscy jesteśmy Chrystusami
- 2007: Jutro idziemy do kina
- 2007: Katyń
- 2008: Czas honoru
- 2008: Tatarak
- 2009: Rewers
- 2010: Joanna
- 2011: Listy do M.
- 2013: Wałęsa. Człowiek z nadziei
- 2013: Papusza
- 2014: Obywatel
- 2015: Ziarno prawdy
- 2015: Czerwony pająk
- 2016: Bodo
- 2019: Pan T.
- 2019: Ciemno, prawie noc
- 2022: Filip[2]

## Nagrody i nominacje
- 1998 – Nagroda za kostiumy do filmu Nic na Festiwalu Polskich Filmów Fabularnych w Gdyni
- 2003 – nominacja do Polskiej Nagrody Filmowej, Orzeł za kostiumy do filmu Zemsta
- 2005 – Polska Nagroda Filmowa, Orzeł za kostiumy do filmu Ubu Król
- 2007 – Nagroda za kostiumy do filmu Jutro idziemy do kina na Festiwalu Polskich Filmów Fabularnych w Gdyni
- 2007 – nominacja do Polskiej Nagrody Filmowej, Orzeł za kostiumy do filmu Wszyscy jesteśmy Chrystusami
- 2007 – nominacja do Polskiej Nagrody Filmowej, Orzeł za kostiumy do filmu Oda do radości
- 2007 – nominacja do Polskiej Nagrody Filmowej, Orzeł za kostiumy do filmu Kochankowie z Marony
- 2008 – Europejska Nagroda Filmowa (European Film Academy Prix D'Excellence[3]) za kostiumy do filmu Katyń
- 2008 – Polska Nagroda Filmowa, Orzeł za kostiumy do filmu Katyń
- 2010 – Nagroda za kostiumy do filmu Joanna na Festiwalu Polskich Filmów Fabularnych w Gdyni
- 2010 – Polska Nagroda Filmowa, Orzeł za kostiumy do filmu Rewers
- 2011 – nominacja do Polskiej Nagrody Filmowej, Orzeł za kostiumy do filmu Joanna
- 2014 – nominacja do Polskiej Nagrody Filmowej, Orzeł za kostiumy do filmu Wałęsa. Człowiek z nadziei
- 2016 – nominacja do Polskiej Nagrody Filmowej, Orzeł za kostiumy do filmu Czerwony pająk
- 2020 – Polska Nagroda Filmowa, Orzeł za kostiumy do filmu Pan T.